# Centre de formation des cadets de la République
Le centre de formation des cadets de la République est une institution française située à Paris, dans le 13e arrondissement, dans le bâtiment de la DOPC, où se trouve différents services de la DOPC tel que, la compagnie de circulation, le service des infractions routière...
C'est une structure spécifique à la Préfecture de Police qui sert à former les cadets de la République de la Police nationale.